# Herbert Thurston
Herbert Henry Charles Thurston (15 novembre 1856 - 3 novembre 1939) était un prêtre anglais de l'Église catholique, membre des Jésuites et érudit prolifique sur les questions liturgiques, littéraires, historiques et spirituelles. À son époque, il était considéré comme un expert du spiritisme. Aujourd'hui, on se souvient de lui principalement pour ses nombreuses contributions à l' Encyclopédie catholique . 

## Biographie
Herbert Thurston est né à Londres et a fait ses études à Stonyhurst. Il a obtenu son baccalauréat à l'université de Londres. Il entra dans la Compagnie de Jésus et fut maître au Collège Beaumont de 1880 à 1887. Ordonné en 1890 il a été directeur du Wimbledon College (en) pour un seul mandat en 1893/1894.
Thurston a écrit plus de 150 articles pour l'Encyclopédie catholique (1907-1914) et publié près de 800 articles dans des magazines et des revues savantes, ainsi qu'une douzaine de livres. Il à réédite également Alban Butler 's Lives of the Saints (1926-1938). Beaucoup d'articles de Thurston montrent une attitude sceptique envers les légendes populaires sur la vie des saints et sur les reliques sacrées. D'un autre côté, son traitement du spiritisme et du paranormal était considéré comme « trop sympathique » par certains membres de la communauté catholique. 
Le père Thurston s'est joint à la Society for Psychical Research en 1919 et était un ami du chercheur en psychologie Everard Feilding. Thurston attribue les phénomènes de stigmates aux effets de la suggestion . Il a critiqué le spiritisme pour sa confiance que les médiums communiquent avec les morts. Il pensait que certaines communications « peuvent provenir du subconscient du médium, alors que de nombreuses communications présumées semblent être contradictoires. ». 
Il était également un ami proche du père George Tyrrell, un confrère jésuite qui a été sévèrement sanctionné par l'Église catholique pour ses opinions théologiques modernistes. Thurston est décédé à Londres en 1939.

## Ouvrages principaux
- (en) Madame Blavatsky and The Jubilee of Theosophy (The Month (en), 1926)
- (en) Modern Spiritualism (1928)
- (en) The Church and Spiritualism (1933)
- Les phénomènes physiques du mysticisme, Gallimard, coll. « Aux frontières de la science », 1961
- Esprits frappeurs et revenants, Édouard Aubanel, 1953
- (en) Surprising Mystics (1955)